# Praga (entreprise)
Pour les articles homonymes, voir Praga (homonymie).
Praga était une entreprise industrielle du secteur automobile implantée à Prague, en Tchécoslovaquie. L'entreprise a produit des automobiles, des karts, des voitures de sport, des camions et des avions. le modèle Praga V3S a été un des meilleurs camions tout-terrain de son époque qui a été utilisé par l'armée tchécoslovaque pendant plus d'un demi-siècle.
La société actuelle Praga-Export s.r.o., qui utilise la marque Praga, est spécialisée dans la production de voitures, de karts et automobiles de course.
Praga-Export s.r.o. est une entreprise dont le siège social est installé à Český Brod, en République tchèque.

## Histoire de la marque

### Les débuts (1907-1910)
La société est créée le 27 mars 1907 à la suite d'un accord entre l’industriel František Ringhoffer et la Société tchéco-morave de constructions mécaniques (První Českomoravská továrna na stroje), deux des plus importantes entreprises métallurgiques de l’empire austro-hongrois, dans le but de développer un département de construction automobile.
L’entreprise, qui a son siège à Prague, prend le nom de PAT (Pražská automobilová továrna : Manufacture automobile pragoise). Les usines s’installent dans le quartier de Libeň sur près de 6500 m². Elles emploient alors 30 salariés.
Elles commencent par  assembler des modèles de voitures particulières sous licences française (Renault, Charron) et italienne (Isotta-Fraschini), et de véhicules utilitaires sous licence suédoise (Dykomen).
Ces voitures haut de gamme à la technologie avancée ne sont pas adaptées au marché tchécoslovaque et se vendent mal, mais elles permettent aux ateliers de faire leurs armes. Progressivement, ils apprennent à fabriquer eux-mêmes les pièces des modèles assemblés.
Cet échec commercial entraine Ringhoffer à se désengager dès 1909. Le 24 décembre 1909, à la suite de la mort de ce dernier et du changement de statuts de sa société, la PAT adopte le nom commercial de Praga.

### Les années d’expansion (1911-1921)

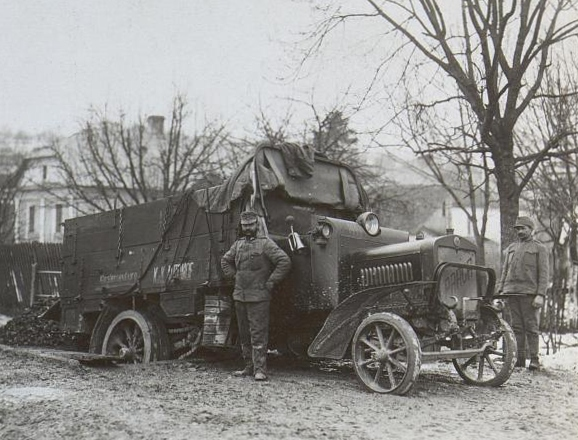
Accident de route d'un camion Praga à Berejany, v. 1916.

A partir de 1911, la marque est en mesure de concevoir et de produire ses propres modèles. Cette orientation correspond à l’arrivée de Josef Havránek à la direction, et surtout de l’ingénieur František Kec à la tête du bureau d’étude.
La marque est réellement lancée lorsqu’elle décroche une commande très importante de l’armée autrichienne, qui sélectionne son modèle de poids lourd type V. La production de ce véhicule militaire va en quelque sorte servir de base au développement de la production civile.
En quelques années, Praga constitue une gamme cohérente comprenant des voitures particulières avec un modèle d’entrée de gamme (Alfa-1913), de milieu de gamme  (Mignon-1911) et de haut de gamme (Grand-1912), mais aussi des utilitaires (les camions L et T-1912, R-1913) et des véhicules agricoles.
A partir de 1913 jusqu’en 1925, Praga propose trois modèles d’engins agricoles qui en raison de leur qualité sont également produits sous licence par d’autres manufacturiers européens.
Pendant la Première Guerre mondiale, la firme cesse pratiquement la production de voitures particulières pour se consacrer au développement et à la fabrication de transmissions hydrostatiques (1916), du camion N à destination de l’armée, et de la charrue motorisée X (1917)
Les mois qui suivent l’armistice ne marquent pas la fin des hostilités en Europe centrale : le démembrement de l’Empire austro-hongrois est cause de conflits territoriaux où la Hongrie et la Tchécoslovaquie s’affrontent. Cette résurgence de la guerre interrompt la production, et surtout enchérit considérablement le prix de l’essence. Pour tenter d’obvier à la pénurie, Praga conçoit et produit son propre carburant : le pragolin, un mélange de benzène et de kérosène qui revient deux fois moins cher que l’essence. Ce carburant sera surtout utilisé pour les charrues motorisées.
En 1921, on assiste à un regroupement industriel et la Société tchéco-morave fusionne avec la Kolben, une entreprise de pointe en électrotechnique. La marque poursuit sa diversification en produisant des moteurs et des boites de vitesses pour d’autres types de véhicules tels que les avions ou les blindés militaires.

### L’apogée: laČKD-Praga(1921-1938)

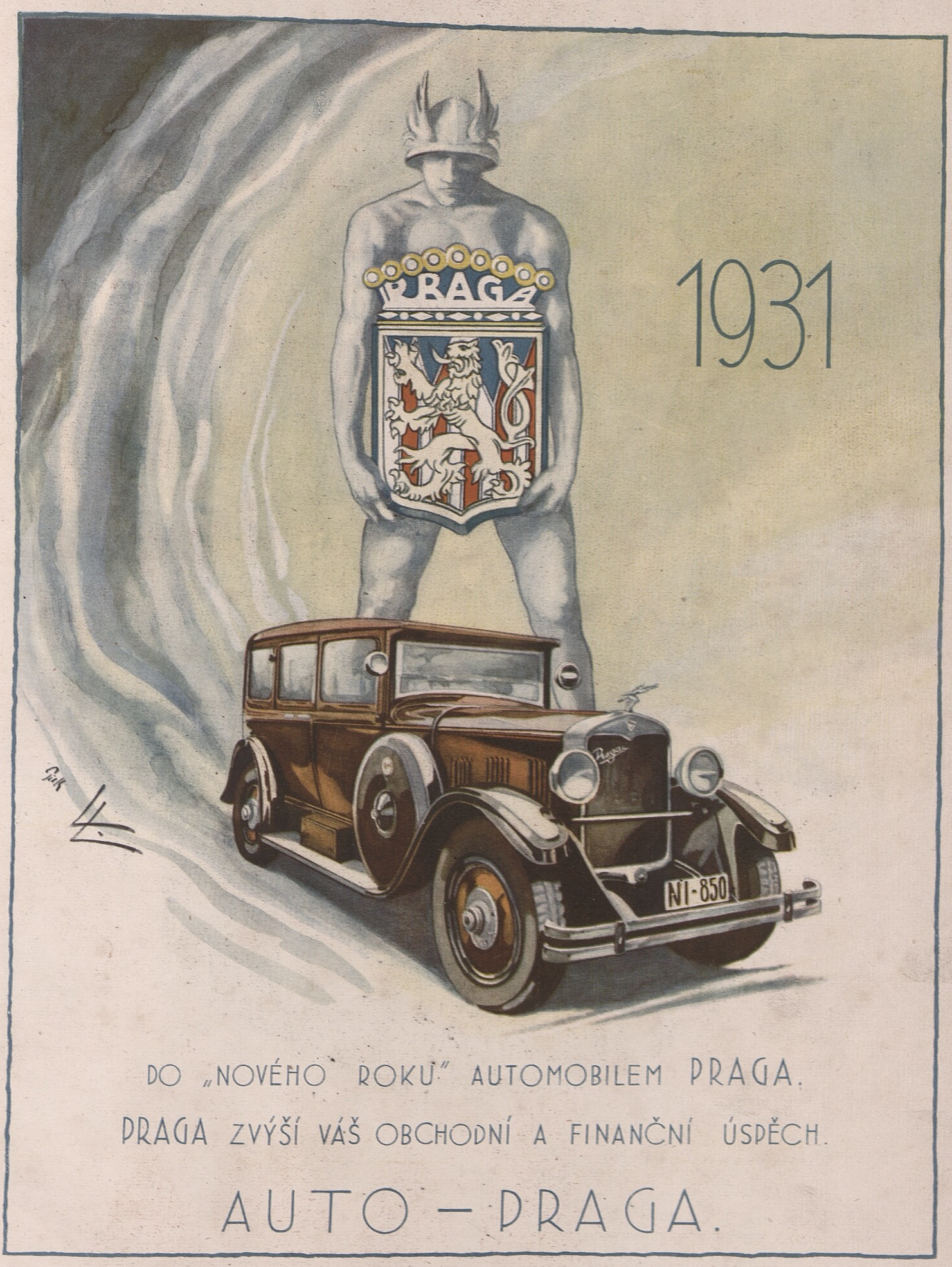
Affiche publicitaire de Praga, 1931.

Rapidement, les Praga assoient leur réputation, aussi bien sur le marché intérieur qu’à l’étranger. Les voitures sont appréciées pour leur qualité de fabrication, leur fiabilité et leur équipement soigné. Pour l’ingénieur concepteur František Kec, la robustesse et la qualité découlent naturellement de la simplicité. L’argument publicitaire avancé dès cette époque est qu’on acquiert une Praga « pour plusieurs centaines de milliers de kilomètres. » Les voitures ont une silhouette classique, sans grande originalité, un peu massive, mais elles sont confortables et spacieuses. On les surnomme volontiers les « Mercedes tchèques ». Elles sont en outre meilleur marché que les voitures concurrentes de même catégorie.
De même, les utilitaires sont robustes, simples d’entretien et efficaces.
Praga s’appuie avant tout sur des solutions éprouvées, même si certains choix techniques : roues indépendantes, freins hydrauliques, boîtes synchronisées… sont innovants.
Une autre caractéristique de la marque sera de produire les mêmes modèles sur plusieurs décennies. La production de la Praga Mignon par exemple s’étale de 1911 à 1929 en 18 séries. Une série correspond en général à une année de fabrication, mais certaines séries durent plusieurs années, de même qu’une même année peut voir la sortie de plusieurs séries. Chaque série constitue une évolution de la série précédente, mais les changements majeurs sont plus espacés : ainsi seules cinq versions de la Praga Mignon peuvent être considérées comme réellement différentes. En général, ces changements de versions  sont marqués par une modification de la motorisation et de la carrosserie.
La société se développe rapidement et diversifie sa production avec des utilitaires, des autocars, des engins agricoles et des motocyclettes. Le premier modèle de celles-ci, la 500 BDS, rencontre un vif succès notamment dans sa version side-car.
En 1927, la Tchéco-morave-Kolben fusionne avec un autre géant tchèque de la construction mécanique : la Breitfeld-Daněk, pour constituer la ČKD (Českomoravská Kolben-Daněk), qui va employer jusqu’à 12000 ouvriers et investir l’éventail complet de la production mécanique, « de l’épingle jusqu’à la locomotive ». Praga en sera en quelque sorte la branche automobile et motocycliste. Kec est nommé administrateur, tandis que l’ingénieur Petranek est placé à la tête du bureau d’étude.
Cette période voit l’introduction de nombreuses nouveautés techniques dans les véhicules : culasses démontables avec chambres de combustion Ricardo, servofreins, roues avant indépendantes, boîtes de vitesses synchronisées, motorisation diesel, etc.
La nouvelle version de la Piccolo lancée en 1924, plus abordable que le modèle Alfa, devient ainsi rapidement populaire dans toute l’Europe Centrale, permettant à de nombreux foyers d’acquérir leur première automobile. Elle sera le modèle phare de la marque dans les années d’avant-guerre.
En 1929, Praga atteint son point culminant. La société produit 7.500 véhicules – plus que tous les autres constructeurs tchèques réunis. Les exportations représentent environ 10%. 13.663 Praga sont alors en circulation, contre 7.816 Škoda et 6.017 Tatra. Sur les 1.000 taxis qui sillonnent Prague, la moitié sont des Praga.
La crise économique des années 30 frappe durement la société comme tous les autres constructeurs automobiles mondiaux. Sans doute pour cette raison même, cette période s’accompagne d’une grande diversification dans la production de la marque. Le modèle de motocyclette 300 BCS succède à la 500 BDS. Un trolleybus, le type TOT, est lancé sur le marché.
L’innovation la plus notable est la création d’une branche aéronautique, avec la création du Praga E.114 ‘Air Baby’, un monomoteur à caractère sportif.
En 1933, Praga présente les camions Type RN & RND qui vont équiper l'armée tchécoslovaque. Ce camion sera également fabriqué sous licence en Yougoslavie.
En 1934, la gamme automobile est profondément renouvelée avec le lancement de quatre nouveaux modèles : la Lady, la Baby, la Golden et la Super Piccolo. Leur carrière sera brève, interrompue par la guerre. Seule la production de la Lady reprendra quelque temps après la fin du conflit.

### Les années de guerre (1939-1945)
En 1931, des discussions sont entamées avec les sociétés Škoda et Tatra en vue d’un rapprochement. Tatra se désiste au dernier moment, mais l’accord avec Škoda débouche sur le développement à partir de 1935 du char léger LT vz. 38. Simple, robuste et fiable, ce char équipé d’un moteur 6 cylindres en ligne est d’abord fabriqué en petites séries pour l’exportation (La version LTH est produite pour la Suisse où il reçoit la dénomination de Panzerwagen 39). La production ne débute en série qu’en 1939, trop tard pour l’armée tchécoslovaque, mais non pour la Wehrmacht. Les Allemands la reprennent dès qu’ils occupent le pays. La ČKD devient alors la BMM (Böhmisch-Mährische Maschinenfabrik AG) et le char reçoit l’appellation de Panzer 38(t) dont il existera de nombreuses déclinaisons.
A noter que le 26 mars 1939, la circulation passe à droite. Les nouveaux modèles sont bien entendu modifiés en ce sens, mais aussi les anciens bus afin de tenir compte de la nouvelle façon d’accéder des voyageurs. Le poste de conduite demeure toutefois à droite. Le TO II est un exemple de ces modèles adaptés.
Pendant la guerre, la fabrication automobile est totalement arrêtée. Les usines produisent quelque temps des RV, avant d’être dévolues aux moteurs de char, aux transmissions type Wilson, aux véhicules à chenilles (FlakPz 38 (t), SdKfz 138/1 Bison, Hetzer, Marder III, StuPz 38 (t) Hetzer-Bizon et autres.) On y répare également les blindés.
Le 25 mars 1945, l’usine est presque totalement détruite par les bombardements aériens. Les ateliers abandonnent alors le quartier de Libeň où ils étaient installés pour celui de Vysočany où ils intègrent de nouvelles installations. On y reprend la production des camions RN.  

### L'entreprise d'Etat (1946-1991)
Le 28 octobre 1945,  un décret présidentiel nationalise l’entreprise. Le 1er janvier suivant, Praga est désignée pour occuper le secteur du transport routier. Cela scelle la fin de sa branche aéronautique. Les usines reconstruites se consacrent, dans le cadre de l’économie socialiste planifiée, à la production de véhicules utilitaires, notamment militaires (camions RN, RND, ND, A150 et autobus NDO.) La fabrication des voitures particulières est maintenue, mais en très faibles quantités: une petite centaine de Praga Lady sortiront des chaînes.
Le 2 septembre 1948, Praga devient l’entreprise d’Etat Auto-Praga. La direction communiste a décidé de réduire la production automobile, et la société abandonne la fabrication des véhicules particuliers. Elle produit seulement les camions RN et RND.
C’est à la demande de l’armée que la société conçoit le camion tout terrain Praga V3S qui sera produit de 1952 à 1985 dans les usines Avia, et sera largement diffusé en Tchécoslovaquie et dans tout le Bloc de l’Est en de multiples versions destinées aux pompiers, transports routiers lourds, camions-grue, engins de secours, lutte anti-aérienne pour l'armée, etc. Ce camion restera en service dans l'armée tchèque et dans plusieurs armées du bloc de l'Est pendant plus d'un demi-siècle. Il est à la fois l’emblème et le plus belle réussite de la marque à l’ère de l’économie socialiste. En 1956, Praga propose une version routière et civile de ce modèle, le S5T.
Le 1er janvier 1961, il est décidé un nouveau regroupement industriel qui intègre Praga à l’Automobilové závody (AZ) Letňany. La production des V3S et S5T est progressivement transférée à cette dernière.
1964 marque un tournant dans l’histoire de la marque. Le 1er mars, le gouvernement décide de détacher Praga de AZ Letňany et de créer une société nouvelle, l'AZKG (Automobilové Závody Klementa Gottwalda). La production est abandonnée, et le dernier V3S quitte la chaîne de montage le 16 juin à 21h. C’en est fini de la marque Praga comme constructeur automobile.
L’usine se consacre désormais au développement et à la production de transmissions pour camions et autobus. De 1907 à 1964, 165.000 véhicules de différents types sont sortis des usines, dont plus de 100.000 après la Seconde Guerre mondiale.
Le 1er janvier 1973, un nouveau regroupement administratif est effectué entre Praga et la SAV (Státní výrobnách autodílů).
De 1974 à 1984, Praga continue à être un sous-traitant. Elle fournit des boîtes de vitesses pour poids lourds et des pièces détachées. Elle fabrique également les châssis des camions Tatra T148 et Avia A30. En 1985, elle tente un retour à la conception en proposant deux prototypes de « véhicules à tout faire » (univerzální vozidlo) UV100 et UV120. Sans autre suite.
En 1986, Praga se retrouve englobée dans une Unité Economique Industrielle regroupant Avia, BSS, Metaz et Kutná Hora. A partir du 1er juillet 1988, elle passe sous la bannière de la société d’Etat Avia, avec BSS et Dačické strojírny. Elle se borne à fournir des pièces à l’entreprise mère.
Fin 1989, la révolution de velours met fin au régime communiste en Tchécoslovaquie. En 1990, la ČKD redevient une société anonyme. S’ensuit une série de restructurations, certaines branches cessant leurs activités, d’autres étant détachées du groupe. Le 1er juillet de la même année, Praga obtient le statut d’entreprise publique. Elle abandonne le nom de ZKG.

### La renaissance par la compétition (1992-2024)
Alors que la Tchécoslovaquie s’oriente inexorablement vers la partition, le 1er mai 1992 Praga retrouve le statut de société anonyme. Tout en continuant de fabriquer des transmissions, elle se relance sur le marché de l’utilitaire avec l’UV80 et le NTS265.
Ces modèles sont particulièrement appréciés pour les emplois en conditions difficiles comme l’aménagement routier ou les services d’incendie. Ils sont déclinés dans des versions qui reçoivent le nom des modèles historiques emblématiques de la marque : Alfa TN et UN, Golden et Grand.
En 2006, le consortium anglo-russe International Truck Alliance rachète la branche des utilitaires et commence dès 2007 la fabrication de camions à Lublin, en Pologne.
C'est donc dans d’autres domaines que la marque va faire son retour timide sur la scène de la construction automobile.
En 1998, elle commence à proposer des motos pour le motocross et l’enduro. La Praga ED 250 est un succès commercial et sportif, notamment aux Etats-Unis. Les modèles ED 430 et ED 610 achèvent d’asseoir la réputation des motos Praga, dont la production cesse cependant en 2003. Les brevets et l'outil de production sont cédés à la société tchèque VM Motor.
Sous l’impulsion de Petr Ptáček, propriétaire actuel de Praga Export s.r.o., la firme se tourne alors vers le karting et ses compétitions. Elle s’y fait rapidement un nom, la marque remportant de nombreux succès au niveau européen et mondial. En 2012, elle remporte la Coupe du Monde en catégorie KZ1.
C’est donc assez naturellement par le biais de la course automobile que Praga fait son retour à la construction. En 2010, la marque refait son apparition sous le label Praga Racing grâce à l'aide du petit constructeur slovaque K-1 Engineering et à l'équipe de course Race 4 Slovakia qui ont réalisé la voiture de course K-1 Attack.
En juin 2011, à l’occasion des compétitions du Dutch Supercar Challenge GT en Belgique, est dévoilé le prototype de la R4, une voiture dessinée par l’italien Riccardo Pelizzato sur la base de la K1 Attack, d’où le nom d’Attack R4 choisie par le constructeur pour la désigner. En 2012, Praga présente le modèle issu de ce prototype, la R4S. Cette voiture est en vente pour une utilisation sur circuit dans la catégorie GT.
La marque développe ensuite un modèle R1, une biplace monocoque équipée d’un moteur Renault de 2L. La version routière R1R sera produite en petite série limitée à 68 exemplaires.
Le 24 novembre 2022 est dévoilée la Praga Bohema, une supercar homologuée pour la route. Il s'agit d'une structure monocoque avec panneaux en fibre de carbone, pour un poids de 982 kg.Elle est équipée d’un moteur V6 biturbo modifié Nissan GT-R de 3,8L développant plus de 700 CV. Elle a été développée avec la contribution du pilote de Formule 1 Romain Grosjean pour les essais piste. Elle est produite à 89 exemplaires au total (dont 10 en 2023) en référence au 89e anniversaire de la victoire de Praga aux 1000 miles de Tchécoslovaquie de 1933.
Fidèle à sa tradition d’embrasser plusieurs branches des moyens de transport motorisés, Praga s’est également lancé dans la commercialisation d’un avion de tourisme, le SM-92T Alfa, un monomoteur de 6 places.
Enfin, s’appuyant sur sa longue tradition de camions capables d’affronter tous les terrains, la marque a développé un modèle pour les raids automobiles : le V4S DKR spécialement conçu pour le Dakar. Il y a obtenu des résultats convaincants, terminant en 2024 deuxième au classement général de sa catégorie et y remportant deux étapes.

## Productions[14]

### Camions
- Praga V - (1911-1918)
- Praga L & LD - (1912-1936)
- Praga R - (1913-1926) - 170 ex.
- Praga N - (1915-1938) - 23 séries

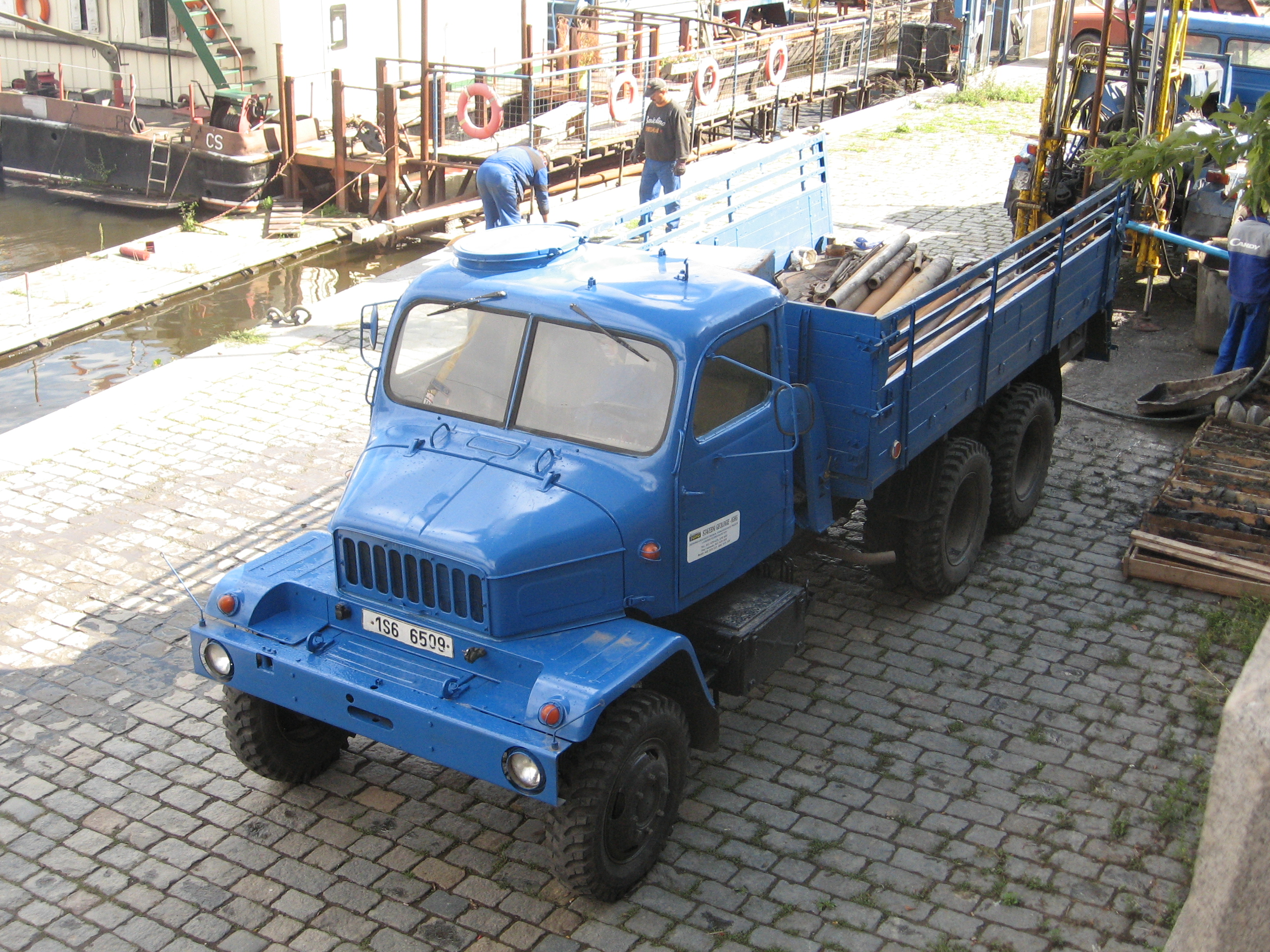
Praga V3S

- Praga AN - (1924-1940) - 23 séries 5 170 exemplaires
- Praga MN - (1926-1940) - 507 ex.
- Praga LN - (1926-1940) - 1 050 ex.
- Praga SN/SND - 1939-1940 - 550 ex. dont 200 à gazogène
- Praga A150 / Škoda 150 - (1946-1950)
- Praga RN/RND - 1933-1955 - 39 853 ex.
- Praga RV - (1935-1940) - camion militaire 6x4, 5 500 ex.
- Praga AV - (1936-1937) - véhicule commandement militaire 6x4, 400 ex.
- Praga ND
- Praga V3S - (1953-1990) - camion 6x6 militaire et civil 131 000 ex.
- Praga S5T - (196-1974) - camion 4x2 & 4x4 militaire et civil léger
- Praga UV80 - (1992)
- Praga UV100 - (prototype 1985)
- Praga UV120 - (prototype 1985)
- Praga Grand 2001 - (2001-2008)
- Praga Alfa UN & TN - (2001-2008)
- Praga Golden 2001

### Autobus

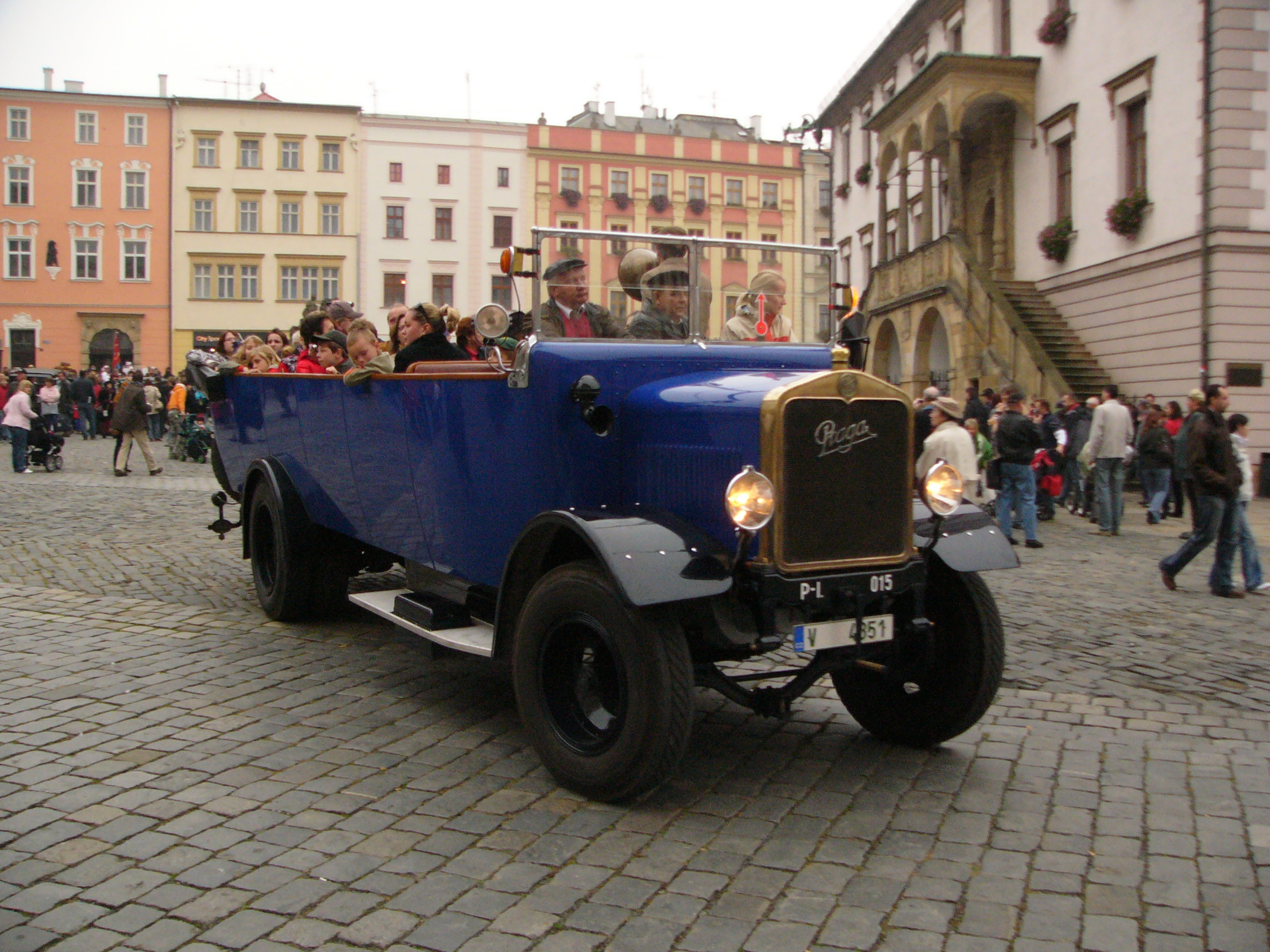
Autobus Praga 30 places

- Praga AN - (1924-1940) - 23 séries 330 ex.
- Praga TO - 1933-1938
- Praga NDO
- Praga RN e Praga RND
- Praga A150

### Trolleybus
- Praga TOT - 1937-1939 - 1 prototype + 11 ex.
- Praga TNT
- Praga TB 2

### Véhicule militaire blindé
- Praga TNSPE - 1932-1934

### Char d'assaut
- Praga P-1 - 1933-1934
- Praga AH-IV - 1936-1950 -
- Panzer 38(t)

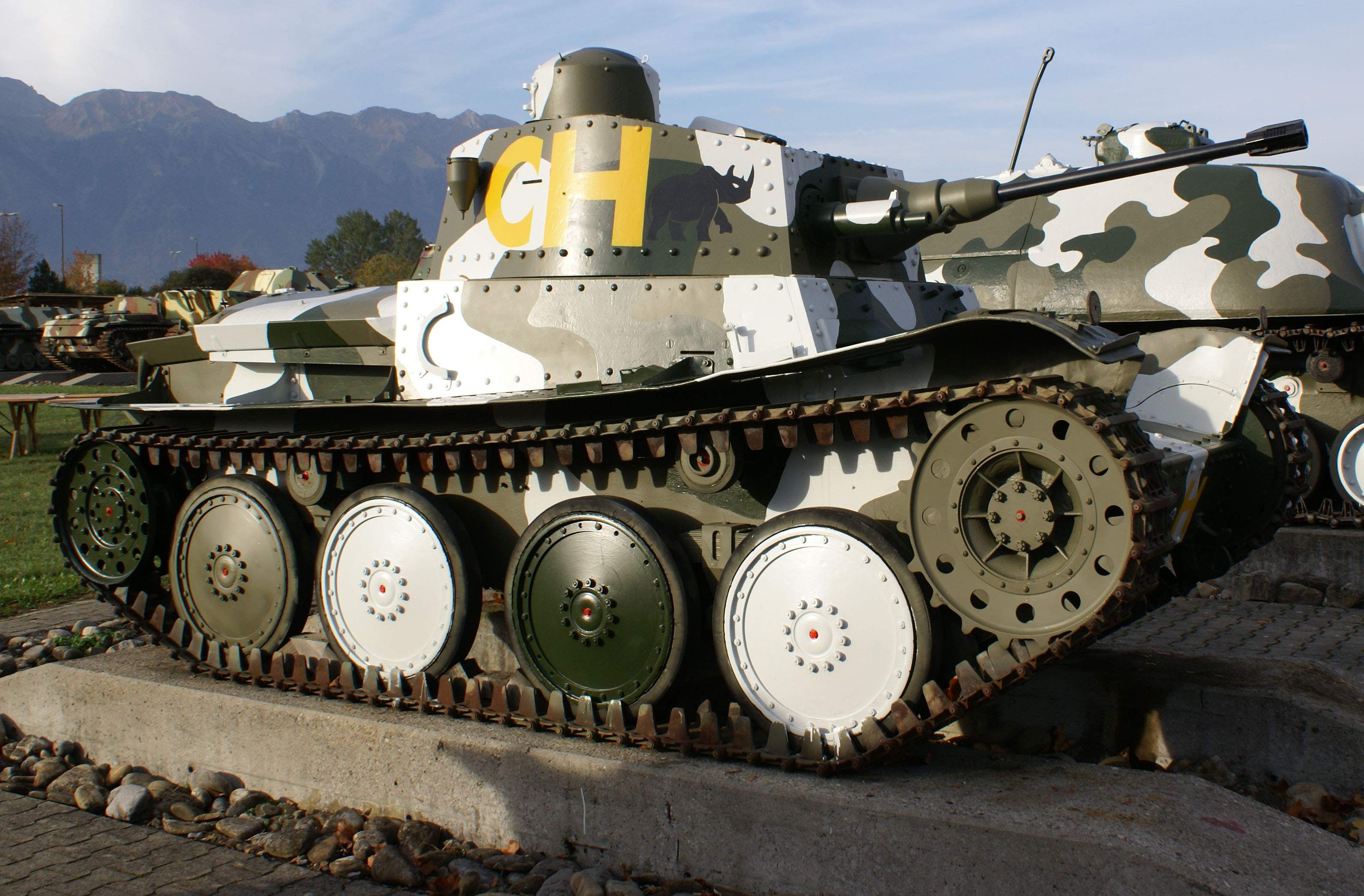
Tank LTH – Panzerwagen 39

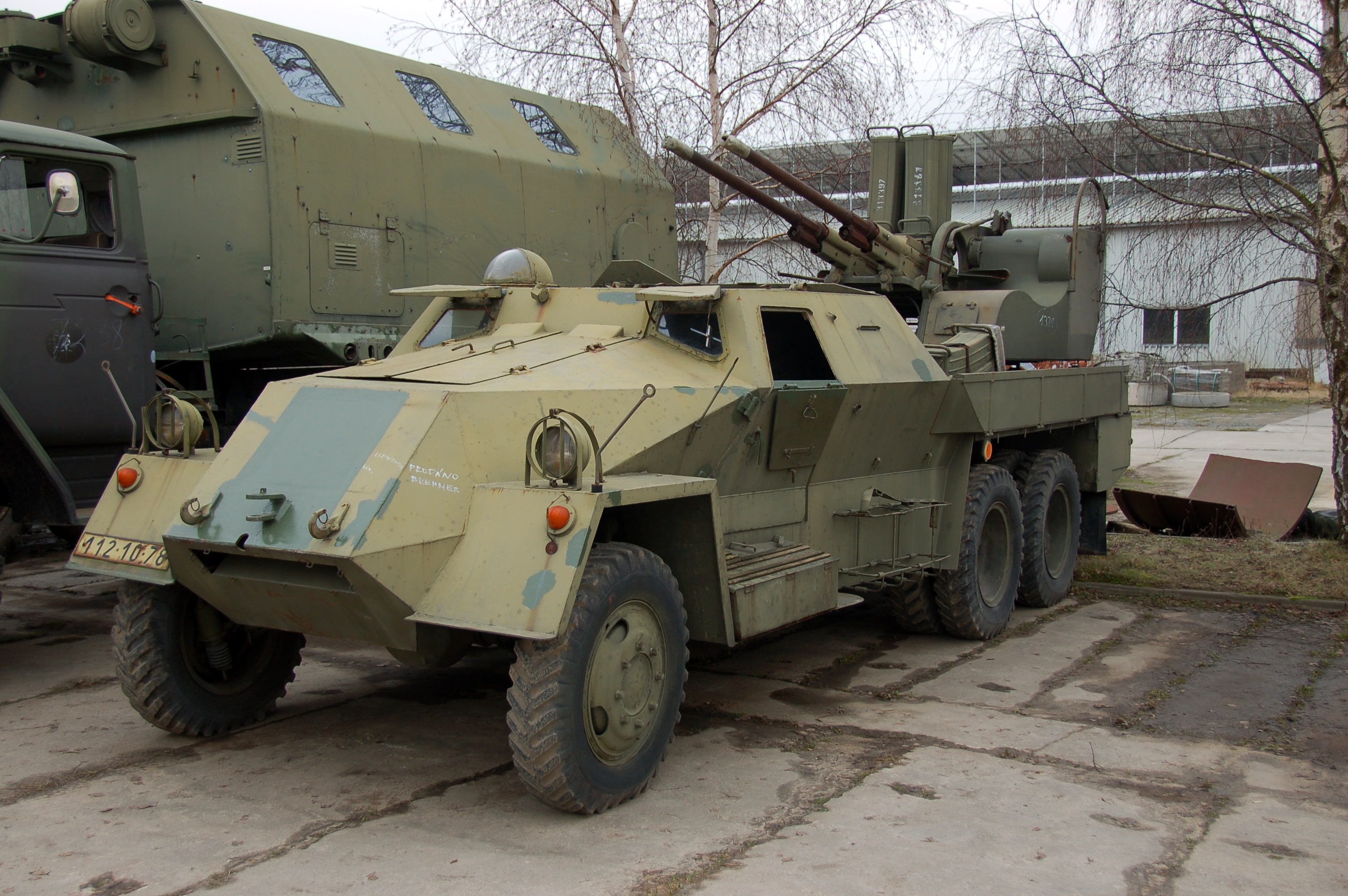
M53/59 sur Praga V3S

- ČKD-Praga LT-H - Panzerwagen 39 (1938-1942)
- M63/59-Flak sur Praga V3S

### Avions
- Praga E-39 (BH-39)
- Praga E-41 (E-241)
- Praga E-51
- Praga E-114
- Praga 210 (211)
- Praga Alfa
- Praga Airtaxi

### Moteurs d'avions
- Praga " Doris" M208
- Praga DH

### Tracteurs d'artillerie
- Praga T-3 - 1935
- Praga T-4
- Praga T-5
- Praga T-6 - 1935-1944 -
- Praga T-7
- Praga T-8
- Praga T-9 - xx-1944
- Praga HT - 1943-1951

### Automobiles

#### Modèles sous licence
Les premières Praga/PAT furent fabriquées sous licence. Neuf modèles issus des marques Renault, Isotta-Fraschini et Charron furent produits à partir de 1907 jusqu’en 1913, en de très faibles quantités (seulement 6 unités furent par exemple assemblées en 1908), avant que la marque pût constituer un catalogue avec ses propres modèles.
- Praga type 1 Renault
- Praga type 2 Renault
- Praga type 3 Isotta-Fraschini - 1907
- Praga type 4 Isotta-Fraschini - 1909
- Praga type 5 Charron - 1909-1913 - 35 ex.

#### Modèles originaux
- Praga Mignon - 1911-1929 - 18 séries 5 000 à 6 000 ex.
- Praga Grand - 1912-1932 - 14 séries 1 196 ex.
- Praga Alfa - 1913 puis 1922-1942 -23 séries 9 253 ex.
- Praga Piccolo - 1924-1932 - 20 séries
- Praga American Piccolo - 1932-33 - 600 ex.
- Praga Piccolo Classic - 1932-1934 - 2 000 ex.
- Praga Baby - 1934 - 4 séries 750 ex.
- Praga Golden - 1934-1935 - 3 séries 182 ex.
- Praga Super Piccolo 205 - 1934-1936 - 6 460 ex.
- Praga Baby utilitaire - 1935-1937 - 4 203 ex.
- Praga Lady - 1935-1947 -
- Praga Piccolo Cabriolet - 1937-1941 - ± 18 000 ex.

### Motos
- Praga BD 500 DOHC (1929-1933)

Cylindrée : 499 cm³
Puissance : 15 Ch à 4.000 tr/min
Poids : 178 kg
Vitesse : 105 km/h
- Praga BC 350 OHC (1932-1933)

Alésage : 70 mm
Course : 90 mm
Cylindrée : 346 cm³
Puissance : 12 Ch à 3 000 tr/min
Poids : 140 kg
Vitesse : 95 km/h

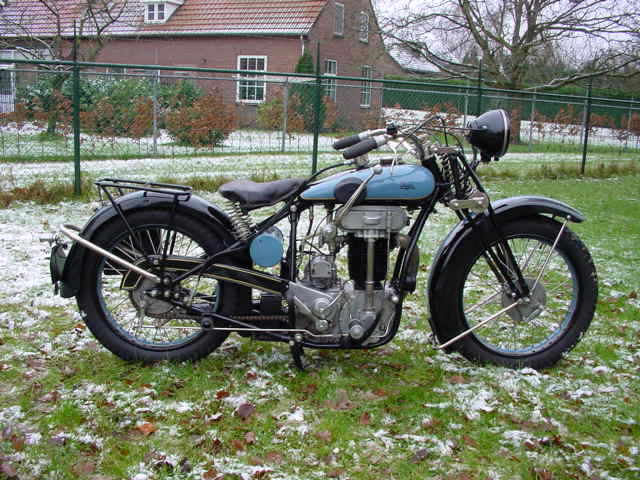
Praga BD 500 DOHC (1929)

- Praga ED 250 (1999-2003) - enduro/supermotard
- Praga ED 610 (2000-2003) - enduro/supermotard
- Praga CD 610 (2000-2003) - enduro/supermotard
- Praga ED 430 (2003) - enduro/supermotard